# Bogdan-Alexandru Stănescu
Bogdan-Alexandru Stănescu (n. 1979), este prozator, poet, eseist și traducător român contemporan, dar și unul dintre cei mai importanți editori români postdecembriști.

## Biografie
A debutat în presă în 1999, scriind cronică literară pentru revista Luceafărul. În 2010 a publicat împreună cu Vasile Ernu volumul Ceea ce ne desparte. Epistolarul de la Hanul lui Manuc (Polirom), iar debutul în poezie și l-a făcut în 2012, cu volumul Apoi, după bătălie, ne-am tras sufletul (Cartea Românească). Avea să mai scrie alte două volume de poezie în deceniul următor. În 2013, a publicat la Editura Art volumul de eseuri Enter Ghost. Scrisori imaginare către Osip Mandelștam, iar în 2014, cel de-al doilea volum de poeme, anaBASis (Editura Cartea Românească), carte nominalizată la premiile Radio România Cultural.
Romanul său din 2017, Copilăria lui Kaspar Hauser, a fost un succes de critică și de public, fiind nominalizat și câștigând multe premii literare, inclusiv internaționale, fiind tradus în cinci limbi străine.
În 2019 a publicat romanul biografic Caragiale. Scrisoarea pierdută, în 2021, volumul de poeme Adorabilii etrusci (Charmides), iar în 2022 romanul Abraxas (Polirom), câștigător al Premiului pentru Proză ”Ziarul de Iași”, al Premiului pentru Proză din cadrul Galei revistei Observator cultural, nominalizat la Gala Premiilor Radio România Cultural și la Premiul pentru proză al revistei Ficțiunea. 8 motive. În anul 2025, romanul Abraxas urmează să apară în Franța, în traducerea lui Nicolas Cavailles, la prestigioasa editură Gallimard, în colecția "Du Monde Entier", dar și în Polonia, Bulgaria, Macedonia de Nord și Serbia. La sfârșitul anului 2024 a publicat un nou roman, Soarele negru, primit cu entuziasm de public la târgul Gaudeamus, unde a fost bestseller al editurii Trei, dar și de critică, fiind laureat al Galei Premiilor Literare din 2025, la categoria "Cartea anului" și al Premiului pentru proză acordat de Uniunea Scriitorilor din România. A fost de asemenea nominalizat la Gala Premiilor Radio România Cultural, categoria "Proză".
Este doctor în filologie (cu o teză despre Emil Botta) și a tradus din clasici ai literaturii universale (Alberto Manguel, James Joyce, Tennessee Williams, Louise Gluck, William Faulkner, Sandra Newman⁠(d), Edward Hirsch⁠(d), C.G. Jung, Paul Auster, Daniel Mendelsohn⁠(d) și Anne Carson).
A condus în ultimele decenii colecția de literatură universală a editurii Polirom, unde a publicat cele mai importante nume ale literaturii mondiale, având o mare influență asupra pieței de carte locale. În prezent conduce colecția de literatură universală Anansi. World Fiction, imprint în cadrul grupului editorial Trei.
Scrie în Dilema veche, Observator cultural și Scena9. 

## Opera

### Poezie
- Apoi, după bătălie, ne-am tras sufletul (poeme, Cartea Românească, 2012)
- anaBASis (poezie, Cartea Românească, 2014)
- Adorabilii etrusci (poeme, Charmides, 2021).

### Proză
- Copilăria lui Kaspar Hauser (roman, Polirom, 2017, 2021)
- Caragiale. Scrisoarea pierdută (roman biografic, Polirom, 2019)
- Abraxas (roman, Polirom, 2022, 2023, 2025)
- Soarele negru (roman, Trei, 2024)

### Eseu
- Enter Ghost. Scrisori imaginare către Osip Mandelștam (eseu, ART, 2013)
- Epistolarul de la Hanul lui Manuc. Ceea ce ne desparte (eseuri, împreună cu scriitorul Vasile Ernu, Polirom, 2010)
- Centrul nu se mai susține. Ceea ce ne desparte (eseuri, împreună cu scriitorul Vasile Ernu, Trei, 2023)

## Premii
- Premiul pentru Proză al Uniunii Scriitorilor din România
- Premiul "Cartea anului" în cadrul Galei Premiilor Literare Bookzone
- Premiul „Ion Creangă” al Academiei Române
- Premiul pentru proză „Nepotu' lui Thoreau”
- Premiul pentru proză al revistei Ateneu
- Premiul Radio România Cultural
- Premiul Festivalului primului roman de la Chambéry,
- Premiul național pentru poezie ”George Coșbuc”
- Premiul pentru Proză "Ziarul de Iași"
- Premiul pentru proză al revistei "Observator cultural"